# 271
271 (CCLXXI na numeração romana) foi um ano comum do século III do Calendário Juliano, da Era de Cristo, a sua letra dominical foi A (52 semanas), teve início a um domingo e terminou também a um domingo.
| Ano completo                    |
| ------------------------------- |
| Ano comum com início ao domingo |

## Acontecimentos
- Os Godos são forçados a retirar, para lá do Danúbio
- O imperador romano Aureliano retira as suas tropas da fronteira do Danúbio, abandonando a Dácia. (Note-se que esta retirada pode ter durado até 272 – ambos os anos são mencionados em várias fontes.)
- Vitorino, imperador gálico, é assassinado por Aticiano, supostamente por vingança pessoal. Presume-se que Domiciano terá sido imperador por alguns dias, sendo pouco depois substituído por Tétrico I.

## Mortes
- Liu Chan, ultimo imperador do Reino de Shu
- Vitorino, imperador gálico.
- Domiciano, Imperador do Império Gaulês (presumivelmente – há poucos dados que o confirme).